# Урсынув (станция метро)
«Урсы́нув» (пол. Ursynów) (код станции — A5) — станция Варшавского метрополитена. Находится в районе Южный Урсынув дзельницы Урсынов. Расположена под пересечением аллеи Комиссии Народного Образования с улицами Бартока и Суровецкого.

## История
Построена в рамках строительства первой очереди Варшавского метрополитена в 1983—1995 годах. Первоначально предполагалось название «Имелин» (пол. Imielin). Станция начала строиться 15 апреля 1983 году, первой из всех станций первой очереди.
Нынешнее название присвоено решением Национального совета столичного города Варшавы 16 декабря 1983 года.
Открыта 7 апреля 1995 года в составе первого пускового участка Варшавского метрополитена «Кабаты» — «Политехника».
В конце 2008 года проведен капитальный ремонт северо-восточного спуска на станцию.
В декабре 2009 года возле станции была открыта парковка системы «Паркуйся и езжай».
В 2012 году установлен лифт для инвалидов между уровнем улицы и подземным пандусом.

## Описание станции
Станция одноэтажная, двухнефная, с рядом колонн посредине. Имеется один перрон островного типа, длиной 120 метров и шириной 11 метров. Площадь станции составляет 14900 м², кубатура 91100 м³.
Стены станции выложены прямоугольными и треугольными плитками красного, оранжевого, бронзового и жёлтого цветов.
Станция, в случае необходимости, может служить убежищем гражданского населения. Для этого у каждого выхода со станции установлены дополнительные массивные стальные двери.
Пандус для инвалидов находится на южной стороне станции, на уровне улицы Вокальной. С уровня пандуса до перрона ходит лифт.
Первый поезд в направлении Млоцин отходит в 5:07, а последний в 0:17. В пятницу и субботу в 0:22.
Первый поезд в направлении Кабат отходит в 5:30, а последний в 0:40. В пятницу и субботу в 0:45.
Ночные поезда выходного дня в направлении Млоцин ходят с 0:22 до 2:37, а в направлении Кабат с 0:45 до 3:15.
Рядом со станцией метро расположен транспортный узел с 4 автобусными платформами. На него приходят автобусы номер 136, 179, 195, 209, 809 и ночные автобусы N01, N03, N34, N37. Также рядом со станцией располагается перехватывающая парковка.